# 徳一
徳一（とくいつ）は、奈良時代から平安時代前期にかけての法相宗の僧。最澄との間で交わされた、いわゆる三一権実諍論や、空海に対して密教についての疑義を提示したことなどで知られる。

## 生涯

### 同時代史料
徳一についての確実な史料は、最澄・空海の著作に残された記録である。
徳一が最澄と論争をしていた弘仁8年（817年）頃から同12年（821年）頃に書かれた最澄の著作には、「陸奥の仏性抄」（『照権実鏡』）、「奥州会津県の溢和上」「奥州の義鏡」（『守護国界章』）、「奥州の北轅者」（『決権実論』）などの記述があり、この頃には陸奥国にいたことがわかる。また『守護国界章』に「麁食者（徳一のこと）、弱冠にして都を去り、久しく一隅に居す」という記述があり、この「都」は平城京であると考えられることから、遅くとも長岡京への遷都（783年）以前に20歳であったことが推測される。田村晃祐は2017年9月19日、日本大百科全書に「徳一」の記事コトバンク 徳一を寄稿しており、そこでは「760年（天平宝字4）ころから840年（承和7）ころとみられる」としている。
徳一が書いたと思われる万葉仮名が『守護国界章』に引用されているが、それには平安時代初期に中央で使われていた上代特殊仮名遣いがよく保存されていることから、中央で教育を受けたと思われる。また、『守護国界章』に「年を経て宝積を講ずる」とあるので、斯様な活動をしていた可能性もある。
空海が弘仁6年（815年）頃、弟子康守を東国に遣わして徳一と広智に経典の書写を依頼した際、「陸州徳一菩薩」宛の書簡（『高野雑筆集』巻上所収）に「聞くならく、徳一菩薩は戒珠氷珠の如く、智海泓澄たり、斗藪して京を離れ、錫を振って東に往く。始めて法幢を建てて、衆生の耳目を開示し、大いに法螺を吹いて、萬類之佛種を発揮す。」と書いており、この頃には陸奥国にいたことがわかる。

### 後世の史料
東大寺・円超『華厳宗章疏并因明録』（914年）には「東大寺徳一」とあり、興福寺・永超『東域伝灯目録』（1094年）には「東大寺徳一」「東大寺得一」、興福寺・蔵俊『注進法相宗章疏』（1176年）にも「奥州徳一」「東大寺徳一」とあることから、平安時代には徳一は東大寺の出身とする見方があったようである。
一方、同じく平安期の『今昔物語集』巻17・陸奥国女人、地蔵ノ助ケニ依リテ活ルヲ得ル語第二十九に「今ハ昔、陸奥国ニ恵日寺ト云フ寺有リ。此レハ興福寺ノ前ノ入唐ノ僧、得一菩薩ト云フ人ノ建タル寺也」とあり、興福寺出身で入唐したという説が見える。13世紀になると『私聚百因縁集』では「左大臣藤原ノ卿恵美ノ第四男」が空海に従って東国に修行したとあり、『南都高僧伝』（13世紀頃）では「恵美大臣息」、『尊卑分脈』（14世紀頃）では興福寺出身とされ、入唐経験のある藤原仲麻呂の六男・刷雄が同一視されている。徳一と藤原刷雄とを同一視するかどうかについては、研究者のあいだで意見が分かれている。賛成派として塩入亮忠や岸俊男など。否定的な研究者として薗田香融などがいる。
師弟関係としては、『私聚百因縁集』が異説として興福寺・修因（修円か）の弟子とし、徳一が神野山で修行したと伝える。『元亨釈書』も修円とする。また弟子としては、やはり『私聚百因縁集』が今与の名前をあげている。
徳一の開創あるいは徳一が活動したことを伝える寺院が数多くある。陸奥国・会津の慧日寺や勝常寺、常陸国の筑波山・中禅寺（大御堂）、西光院など陸奥南部から常陸にかけて多くの寺院を建立したとされる。160寺を数える報告もある。現在、慧日寺跡（福島県耶麻郡磐梯町）には徳一の墓と伝えられる層塔が残されている。勝常寺には平安初期の木造薬師如来・日光菩薩・月光菩薩像が伝えられており、徳一との関係も指摘されている。
その他、田村晃祐編『徳一論叢』1986年には後世の様々な史料、縁起が収集されている。

### 徳一関連年表
| 年                    | 徳一関連事項                                                | 周辺事項 |  |
| --------------------- | ----------------------------------------------------------- | --- |  |
| 天平勝宝元年（749年） | 徳一出生（『南都高僧伝』の死亡記事より逆算）。              | [ 15 ] |  |
| 天平勝宝4年（752年）  |                                                             | 藤原刷雄、入唐。 |  |
| 天平宝字4年（760年）  | 徳一出生（『常州筑波志』による。                            | |  |
| 天平宝字8年（764年）  |                                                             | 恵美押勝（藤原仲麻呂）の乱、鎮圧。 |  |
| 天応元年（781年）     | 徳一出生（『法相系図』）による。                            | |  |
| 延暦3年（783年）      | これ以前に「弱冠にして都（＝平城京？）を去る」か？          | 長岡京遷都。 |  |
| 大同1年（806年）      | 奥州会津石梯山に清水寺（慧日寺）を建立（私聚百因縁集巻7）。 | 磐梯山噴火。 |  |
| 大同2年（807年）      | 徳一に関係する寺院の多くが、この年を開創とする。            | |  |
| 弘仁4年（813年）      |                                                             | 最澄『依憑天台集』なる。 |  |
| 弘仁5年（814年）      |                                                             | 正月、最澄、嵯峨天皇の要請により南都の僧と論争。 |  |
| 弘仁6年（815年）      | この頃、『真言宗未決文』なるか？（富貴原章信1944・232頁）   | 4月1日、空海、弟子康守を東国の広智、徳一に派遣し、写経を依頼する。                                                                                       |  |
| 弘仁8年（817年）      | これ以前に『仏性抄』を撰述か。                              | 最澄、東国へ。3月、下野大慈寺で円仁、徳円に菩薩戒を授ける。5月、上野緑野寺で円澄と広智に伝法灌頂を授ける。最澄『照権実鏡』（『仏性抄』への批判書）なる。 |  |
| 弘仁9年（818年）      | これ以前、『中辺義鏡』を撰述か。                            | 最澄『守護国界章』（『中辺義鏡』への反論書）なる。 |  |
| 弘仁11年（820年）     | これ以前、『慧日羽足』『遮異見章』なるか。                  | この頃、最澄『通六九証破比量文』『決権実論』なるか。 |  |
| 弘仁12年（821年）     |                                                             | 最澄『法華秀句』三巻なる。 |  |
| 弘仁13年（822年）     |                                                             | 最澄没。 |  |
| 天長元年（824年）     | 徳一没（『南都高僧伝』による。                              | |  |
| 承和九年（842年）     | 徳一没（『法相系図』）による。                              | |  |
| 天慶5年（942年）      | 徳一没（『常州筑波志』による。                              | |  |

## 著作
徳一の著作は『真言宗未決文』を除いて、現存していない。しかし『中辺義鏡』などの最澄との論争書は、最澄が反論の著作の中で大量に引用しているので、原形を推測することができる。それ以外にも、目録等にのみ書名が残っているものもある。
- 『真言宗未決文』一巻（現存、大正蔵77巻所収）
- 『仏性抄』一巻
- 『中辺義鏡』三巻
- 『中邊義鏡残』二十巻
- 『法相了義燈』十一巻
- 『慧日羽足』三巻
- 『遮異見章』三巻[22]
- 『唯識論同異補闕章』二巻
- 『妙法蓮華経要略』三巻
- 『妙法蓮華経肝心』二巻
- 『起信論寛狹章』三巻

なお、田村晃祐は『守護国界章』に「止観論」として引用される長い引用を、独立した一書と見なしている。

## 関連書籍
- 富貴原章信『日本唯識思想史』 1944年 大雅堂／新版 1989年 国書刊行会
- 田村晃祐編『徳一論叢』 1986年 国書刊行会 ISBN 978-4336002075
- 師茂樹『最澄と徳一: 仏教史上最大の対決』岩波書店〈岩波新書〉、2021年10月。ISBN 9784004318996。全国書誌番号:23618177。

## 注・出典
1. ↑  「徳溢」とも書かれるため「とくいち」ではなく「とくいつ」という発音が定着している。なお得一という表記もある。
2. ↑  奥州会津県溢和上、麁食者弱冠去都久居一隅。
3. ↑  田村晃祐『最澄辞典』（東京書籍、1979年）、ISBN 4490101201 p.185
4. ↑  師茂樹『徳一の「如是我聞」訓読をめぐる二、三の問題』東洋の思想と宗敎24 45-55, 2007-03-25 pdf
5. ↑  『大宝積経』
6. ↑  大慈寺 (栃木市)三祖とされる。
7. ↑  小笠原弘道「空海と東国仏教－『高野雑筆集』所収の密教経典書写依頼に関する書簡の検討から－ (PDF) 」 『現代密教』 第15号 p.123-125
8. ↑  聞道、徳一菩薩戒珠氷玉、智海泓澄。斗藪離京、振錫東往。始建法幢、開示衆生耳目、大吹法螺、発揮萬類之佛種。
9. ↑  塩入亮忠『新時代の傳教大師の教學』大東出版社、1939年。doi:10.11501/1910448。 NCID BN13198019。全国書誌番号:21392102。
10. ↑  岸俊男『藤原仲麻呂』人物叢書153 1969年 吉川弘文館、のち新装版　1987年 ISBN 9784642050692
11. ↑  薗田香融「恵美家子女伝考」-『日本古代の貴族と地方豪族』 1992年 塙書房 ISBN 4827310866
12. ↑  高橋富雄は、徳一が神野山で修行したという『私聚百因縁集』の記事を重視している。『徳一と最澄 もう一つの正統仏教』
13. ↑  小林崇仁「東国における徳一の足跡について ―徳一関係寺院の整理と諸問題の指摘―」 『大正大学大学院研究論集』24、2000年
14. ↑  「天長元年（824年）七月二十七日、惠日寺より常陸国に下着す。年七十六」
15. ↑  徳一の生没年については諸説あり一般に不詳とされているが、高橋富雄『徳一と最澄　もう一つの正統仏教』 1990年 中公新書 ISBN 4121009754 p.39-43 に示される、塩入亮忠『徳一法師雑考』に挙げる3つの説を表中に記載した。
16. ↑  「徳一は人皇四十六代孝謙天皇宝字四年庚子五月十日に誕生し給う」とあり、塩入亮忠はこれを淳仁天皇天平宝字四年（760年）とした。
17. 1 2  「承和九年（842年）維摩会講師 同年六十二卒」とある
18. ↑  田村晃祐1979・185頁
19. ↑  「7月27日、恵日寺より常陸国に下着す。76才」とある
20. ↑  塩入亮忠は生年760年はありえないとして没年を承和2年（835年）とした。
21. ↑  田村晃祐「守護國界章をめぐる論爭經過について」『印度學佛教學研究』第9巻第2号、日本印度学仏教学会、1961年、630-634頁、doi:10.4259/ibk.9.630、ISSN 0019-4344、CRID 1390282680354939392。
22. ↑  田村晃祐「徳一の『遮異見章』について」『印度學佛教學研究』第18巻第2号、日本印度学仏教学会、1970年、688-693頁、doi:10.4259/ibk.18.688、ISSN 0019-4344、CRID 1390001205377073920。
23. ↑  田村晃祐 『最澄辞典』